# Supérieur provincial
 (août 2023).
Si vous disposez d'ouvrages ou d'articles de référence ou si vous connaissez des sites web de qualité traitant du thème abordé ici, merci de compléter l'article en donnant les références utiles à sa vérifiabilité et en les liant à la section « Notes et références ».
Un supérieur provincial, ou plus communément provincial, est un responsable d'institut religieux (y compris les ordres religieux ) agissant sous l'autorité du supérieur général de l'institut. Un supérieur provincial exerce une surveillance générale sur tous les membres de cet institut dans une division territoriale de l'ordre appelée province, semblable à une province ecclésiastique.
Parmi les frères et les religieuses du Tiers-Ordre des Augustins, des Carmélites et des Dominicains, le titre de Prieur provincial ou de Prieure provinciale est généralement utilisé. Les Frères mineurs, en revanche, utilisent le titre de Ministre provincial, en accord avec leur insistance sur la vie de frères les uns envers les autres

## Supérieurs provinciaux notables
- Société de Jésus
  - Brésil : José de Anchieta
  - Brésil : Manoel da Nóbrega
  - Philippines : James TG Hayes
  - Japon : Pedro Arrupe
  - Italie : Federico Lombardi
  - Argentine : Jorge Mario Bergoglio, devenu pape François
  - France : Jean-Yves Calvez et Henri Madelin
  - Allemagne : Pierre Canisius, Augustin Bea
  - Venezuela : Arturo Sosa
- Ordre des Prêcheurs
  - Albert le Grand
  - Province d'Angleterre : Timothy Radcliffe
  - Province de France : Bruno Cadoré, Jean-Paul Vesco.
  - Jacques de Voragine
  - Maître Eckhart
- franciscains
  - Jean de Prado
  - Nicolas de Lyre

## Source
- (en) Cet article est partiellement ou en totalité issu de l’article de Wikipédia en anglais intitulé « Provincial superior » (voir la liste des auteurs).

1. ↑  « Code de droit canonique (1917), Can. 617-630. », sur www.vatican.va (consulté le 17 janvier 2024)